# Antoni Raczyński
Antoni Raczyński (ur. ok. 1760, zm. 1811) – generał-major wojsk koronnych z nominacji konfederacji targowickiej od 1793, konsyliarz konfederacji generalnej koronnej w konfederacji targowickiej, stolnik bydgoski, patron Trybunału Głównego Koronnego w Lublinie, poseł województwa sandomierskiego na sejm grodzieński (1793), członek konfederacji grodzieńskiej 1793 roku.
Był rotmistrzem targowickiej formacji Brygady Kawalerii Narodowej Znaków Hussarskich pod Imieniem Województwa Bracławskiego. W 1792 roku był delegowany przez konfederację targowicką do zasiadania w Komisji Wojskowej Obojga Narodów.
Z ramienia konfederacji targowickiej mianowany został  w 1793 roku członkiem Komisji Edukacyjnej Koronnej. 
Po sejmie grodzieńskim zastępował gen. Kajetana Miączyńskiego na stanowisku dowódcy dywizji wielkopolskiej. Poparł powstanie kościuszkowskie. 6 kwietnia 1794 wraz z ppłk. Janem Grochowskim przeprowadził akces ziemi chełmskiej i powiatu krasnostawskiego do krakowskiego aktu powstania. Gdy wojsko okazało mu nieufność jako eks-targowiczaninowi, wyjechał do Galicji.